# Jack Dorsey

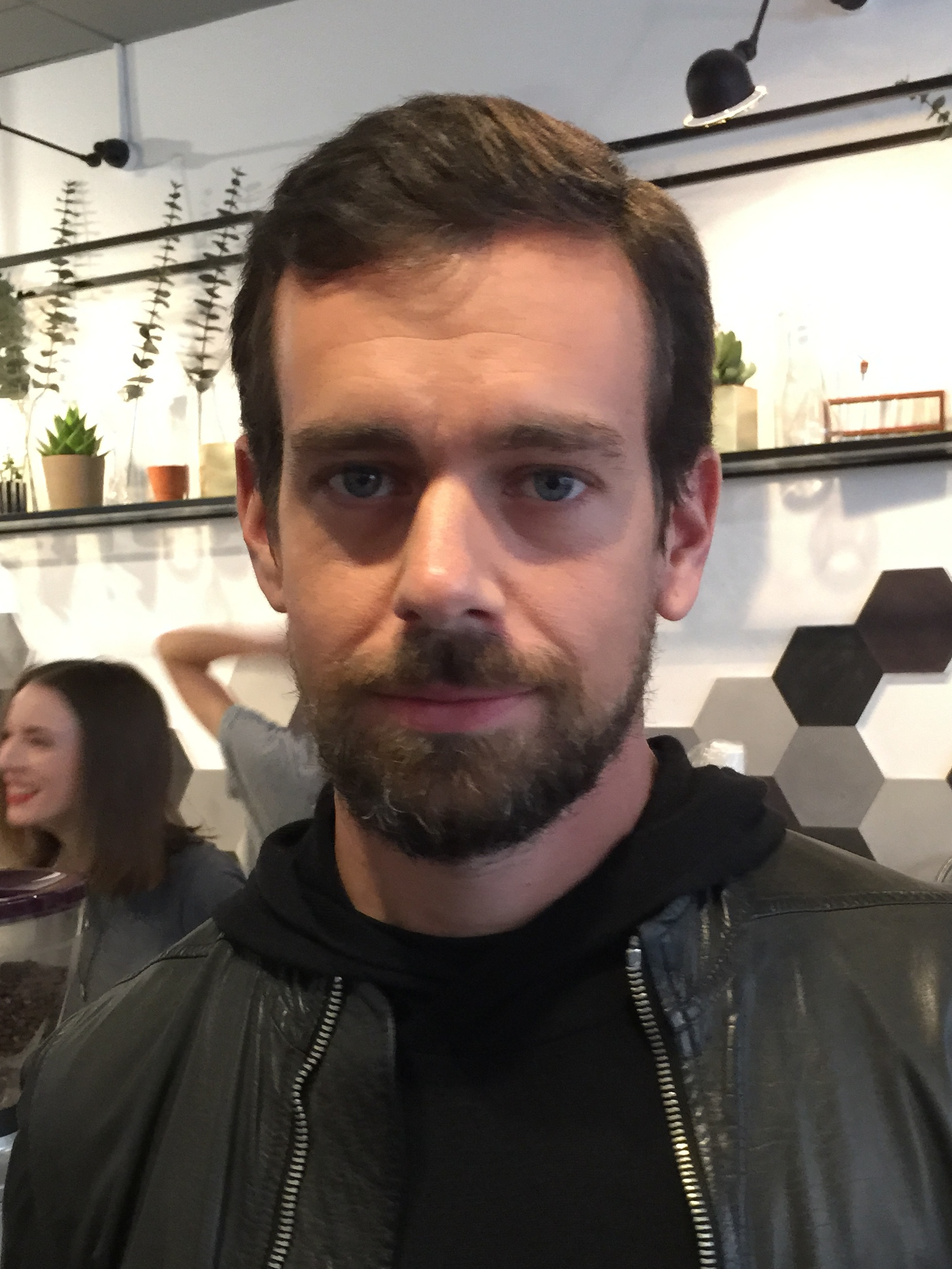
Jack Dorsey (2014)

Jack Patrick Dorsey (* 19. November 1976 in St. Louis, Missouri) ist ein US-amerikanischer Softwareentwickler und Unternehmer. Er ist als Erfinder und Mitgründer des Mikrobloggingdienstes Twitter sowie des mobilen Bezahldienstes Square bekannt.

## Leben
Dorsey wuchs in seiner Heimatstadt St. Louis am westlichen Ufer des Mississippi auf. Mit 14 Jahren begann er sich für Straßenkarten zu interessieren und hörte den örtlichen Polizeifunk ab. Nach eigenen Angaben begann er mit dem Programmieren, weil er visualisieren wollte, was während der Polizeieinsätze passierte. Die von ihm erstellten Open-Source-Programme werden noch heute von einigen Taxiunternehmen in den USA für ihre Ablauforganisation verwendet.
Nach dem Abschluss der High School studierte Dorsey zunächst ab 1995 an der Missouri University of Science and Technology, einem vor allem auf Ingenieursstudiengänge ausgerichteten und autonomen Teil der University of Missouri in Rolla. 1997 wechselte er an die New York University nach Manhattan, brach das Studium jedoch nach vier Semestern ab. Stattdessen zog Dorsey 1999 nach Oakland und entwickelte weiter Leitsysteme für Taxis, Kuriere und Ambulanzen.
Obwohl ihm erste Ideen zu einem mobilen Statusdienst bereits während des Studiums vorschwebten, dauerte es noch einige Jahre, bis er sie umsetzen konnte. Vor seiner Unternehmerkarriere schlug Dorsey zunächst verschiedene andere Wege ein. So strebte er 2000 an, botanischer Zeichner zu werden, ließ sich dann ein Jahr lang zum Masseur ausbilden, jobbte in seiner Jugend als Model und nahm ein Studium des Modedesigns auf, das er jedoch nicht abschloss.
Seit 2012 hat Dorsey seinen festen Wohnsitz in San Francisco.

## Gründungen und Wirken
Nachdem Dorsey sich schon seit Jugendtagen mit der Organisation von Information in Bezug zum (Lebens-)Raum von Individuen beschäftigt hatte, lag für ihn die Idee nahe, die durch Instant Messaging eingeführten Statusmeldungen mobil zu machen. Im März 2006 entstand daher in Zusammenarbeit mit den Mitgründern Biz Stone und Evan Williams der Mikrobloggingdienst Twitter, zunächst als ein Forschungs- und Entwicklungsprojekt innerhalb des Podcastinganbieters Odeo. Zur eigenen Unternehmensgründung sah sich das Team gezwungen, als klar wurde, dass das Interesse an dem Dienst rasant wuchs und Twitter nicht als Dienstleistung im Rahmen von Odeo entwickelt werden konnte. Stattdessen mussten sich Dorsey und sein Team selbständig machen und Geldgeber suchen, die eine Unternehmensstruktur erwarteten. Ab 2006 war Dorsey so CEO von Twitter. 2008 trat er von dem Posten zurück und wurde von Mitgründer Williams ersetzt, Dorsey trat im Gegenzug dessen weniger zeitintensiven Job des COB an.
Im Mai 2009 präsentierte Dorsey den mobilen Bezahldienst Square der Öffentlichkeit.
2011 wurde Dorsey als Verwaltungsratschef wieder Mitglied der obersten Leitungsebene von Twitter und teilte seine Arbeitszeit zwischen beiden Unternehmen auf. Darin, dass Twitter noch keinen Gewinn abwarf, sah er kein Problem; der Schwerpunkt liege auf dem Ausbau des Unternehmens-Netzwerks.
Seit 6. Oktober 2015 war Dorsey wieder CEO von Twitter, nachdem er seit 1. Juli 2015 interim-CEO gewesen war.
Im März 2021 versteigerte Dorsey die Rechte am ersten Tweet Just setting up my twttr vom 21. März 2006 für 2,9 Millionen US-Dollar.
Am 29. November 2021 gab Dorsey seinen Rücktritt als CEO von Twitter mit sofortiger Wirkung bekannt, sein Nachfolger werde der vormalige CTO des Unternehmens, Parag Agrawal. Er kündigte an, noch bis Mai 2022 im Aufsichtsrat des Unternehmens zu bleiben und es danach komplett zu verlassen.
Anfang 2023 veröffentlichte Dorsey die Twitter-Alternative Bluesky, die zunächst lediglich als Beta-Version und per Einladung nutzbar war. Im Mai desselben Jahres hatte Bluesky nach eigenen Angaben 50.000 Benutzer, im September bereits über eine Million.
Im Mai 2024 verließ Dorsey den Aufsichtsrat von Bluesky, löschte sein Bluesky-Konto und forderte dazu auf, stattdessen Twitter (nunmehr X) zu verwenden, da Bluesky sich in die falsche Richtung entwickle.
Im Juli 2025 stellte Dorsey mit Bitchat einen gemeinfreien und quelloffenen Instant Messenger vor. Er funktioniert ohne Internet auf Basis von Bluetooth Low Energy.

## Ehrungen
Von seiner Heimatstadt St. Louis wurde Dorsey im September 2009 geehrt. Er erhielt symbolisch den Schlüssel der Stadt, die Bekanntmachung beschränkte sich, in Anlehnung an Twitter, auf 140 Zeichen.

## Vermögen
Dorsey ist durch seine Investments zum Milliardär geworden. Sein Vermögen wurde auf der Forbes-Liste 2015 mit ca. 2,8 Milliarden US-Dollar angegeben. Damit belegte er Platz 690 auf der Forbes-Liste der reichsten Menschen der Welt und zählte 2015 zu den 100 reichsten Tech-Milliardären. Im Januar 2017 war sein Vermögen laut Forbes allerdings auf 1,3 Milliarden US-Dollar gesunken. Bis Mai 2021 steigerte sich sein Vermögen auf 11,5 Milliarden US-Dollar.
Im Oktober 2019 hat Dorsey insgesamt 350.000 US-Dollar an das gemeinnützige Projekt TeamTrees des YouTubers MrBeast und der Arbor Day Foundation gespendet.
Anfang April 2020 avisierte Dorsey eine Spende an eine Limited Liability Company (LLC) mit Namen „Start Small“ in Höhe von 1 Milliarde US-Dollar (ca. 28 % seines Vermögens), wobei eine solche Spende mittels einer Übertragung von Anteilspapieren von Square Inc. aus dem Privatvermögen von Dorsey erfolgen soll. Der Spende der Anteilspapiere liegt als Hintergrund einerseits die Bekämpfung von COVID-19 in finanziell nicht genannter Höhe zugrunde, andererseits Spendengelder bereitzustellen u. a. für Dorseys Wunsch für Gesundheit und Bildung von Mädchen einzutreten und Vorarbeit für ein universelles Grundeinkommen leisten zu wollen. Das Datum für eine Spende durch Übertragung von Anteilen von Square an eine LLC Start Small im Wert von umgerechnet rund 920 Millionen Euro ist noch nicht bekannt. Vierzehn Tage nach der am 7. April 2020 bekannt gewordenen Spendenabsicht von Jack Dorsey sind noch keine Berichte über einen in den USA meldepflichtigen Wechsel im Besitz von Beteiligungspapieren von Square zugunsten der LLC mit Namen „Start Small“ bekannt geworden.

## Trivia
Jack Dorsey ist bekannt für seine spezifischen Ernährungsgewohnheiten und eine intensive Meditationspraxis. Er zieht sich regelmäßig für zehntägige Retreats zurück, in denen er von 4:30 Uhr morgens bis 21:00 Uhr abends meditiert. Diese Praxis ist eine Form strenger Disziplin, die auf Selbsterkenntnis und innere Klarheit abzielt. Während dieser Rückzüge verzichtet Dorsey auf Lesen, Schreiben, Sprechen, die Nutzung elektronischer Geräte und Augenkontakt.